# Brachymeles
Brachymeles är ett släkte av ödlor. Brachymeles ingår i familjen skinkar.
Arterna är med en vikt omkring 2,5 g ganska små. Kroppslängden utan svans varierar mellan 50 och 130 mm. De har en smal kropp, en kort svans som kan tappas och saknar extremiteter eller de är förkrympta. Enligt ett fåtal undersökningar är hannar större än honor. Annars finns inga skillnader förutom könsorganen.
Släktes medlemmar förekommer främst på Filippinerna och enstaka arter finns på Borneo samt i Thailand. De gömmer sig ofta i lövskiktet och lever främst i låglandet. Födan utgörs av olika smådjur och växtdelar. Arterna kan vara aktiva under dagen eller natten. Honor lägger inga ägg utan föder levande ungar. Exemplar som vårdar sina ungar är inte kända.
Arter enligt Catalogue of Life:
- Brachymeles apus
- Brachymeles bicolor
- Brachymeles bonitae
- Brachymeles boulengeri
- Brachymeles cebuensis
- Brachymeles elerae
- Brachymeles gracilis
- Brachymeles hilong
- Brachymeles minimus
- Brachymeles pathfinderi
- Brachymeles samarensis
- Brachymeles schadenbergi
- Brachymeles talinis
- Brachymeles tridactylus
- Brachymeles vermis
- Brachymeles wrighti

IUCN listar en art som akut hotad (CR) och flera arter med kunskapsbrist (DD).